# Caravanmover
Caravanmover (eller mover), er et hjælpemiddel som kan monteres på en campingvogn. Formålet med en mover er let håndtering af campingvognen når den skal parkeres uden personlig fysisk påvirkning.
Moveren er integreret med campingvognens hjul og drives af motorer, der kan være elektrisk drevet. Motorerne til manøvrering, kan eksempelvis være tilsluttet  vogne med enkelt eller tandemaksel, som trækker valser der påvirker hjulene. Den elektriske drift af moveren kan bestå af et 12 volts batterianlæg. 
De tilsluttede motorer kan enkeltvis aktiveres med en fjernbetjening, så det er muligt at regulere hastighed, få vognen til at dreje om sin egen akse, køre frem og tilbage og positionere vognen når den skal tilkobles bilen.